# 周延儒
周 延儒（しゅう えんじゅ、1593年11月12日 - 1644年1月17日）は、明末の官員。字は玉縄。

## 生涯
江蘇宜興の人。才能豊かな美少年として名高く、郷里で大いに人気があったという。
万暦38年（1610年）、17歳のとき科挙会試に会元として、次いで殿試に状元として及第し、翰林院修撰になった。後、右中允、少詹事などを歴任した。崇禎2年（1629年）、礼部尚書と東閣大学士に上った。翌年から内閣の首輔となった。風流で瀟洒であって、男色女色、宴会と付き合い事を好み、享楽的な生活を送った。
崇禎6年（1633年）、大学士の温体仁に嫉妬され、病を理由に休職した。崇禎帝から多大な賞与を賜わった。崇禎14年（1641年）、東林党の推薦で再び召されて内閣首輔となり、吏部尚書と中極殿大学士を務めた。周延儒は飢饉の地域で農業税金を一度免除し、社会は少し安定した。崇禎15年大晦日（西暦では1643年）、崇禎帝は朝堂で周延儒に拱手の礼をし、「朕以天下聴先生」と言った。しかし周延儒は意気地がなく弱い性格であり、貪慾であった。
崇禎16年（1643年）4月、清軍が再度北京一帯に迫った。崇禎帝に迫られて周延儒は軍督を拝命したものの、怯えて戦おうとしなかった。その後、清軍がみずから退却した。周延儒は自分の功績を偽って報告して、重賞を受けた。しかしその後、事が露見して崇禎帝の怒りを買い、6月に免職されて帰郷した。翌月、郷里で逮捕され、北京で一つの廟に軟禁された。自ら追放と労役の懲罰を乞うたが聞き届けられず、12月7日に自殺を命じられた。家族に長々と別れを告げ、痛哭して翌日朝に自ら縊死した。

## 参考資料
- 『崇禎長編』
- 『明史』列伝第一百九十六 奸臣